# Frontiera militare croata

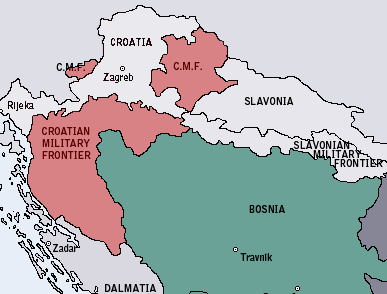
Frontiera Militare Croata

La Frontiera Militare Croata  (in croato Hrvatska Vojna Krajina) era una sezione della Frontiera Militare, parte dell'Impero austriaco e dell'Impero Austro-ungarico. Fu sottratta nel XVI secolo al Regno di Croazia per difendere il fronte dai turchi, e fu poi riannessa al Regno di Croazia e Slavonia nel 1881 dopo che con la creazione dell'amministrazione austro-ungarica in Bosnia ed Erzegovina nel 1878 era venuta meno la sua necessità.

## Geografia
La Frontiera militare croata comprendeva i territori della Lika, del Kordun e della Banovina e aveva uno sbocco sul mare nel Quarnero. A sud confinava con la Repubblica di Venezia e a est con l'Impero ottomano, a nord-est con la Frontiera Militare di Slavonia nonché con il Regno d'Ungheria e il Regno di Croazia. La Frontiera militare croata assieme alla Frontiera militare di Slavonia faceva parte della Frontiera Militare.

## Persone legate alla Frontiera militare croata
- Nikola Tesla, fisico e inventore serbo naturalizzato statunitense. Nacque vicino Gospić, nella regione della Licca-Corbavia, parte della Frontiera militare croata del Regno di Croazia e Slavonia, oggi in Croazia.